# Spilosoma ummera
Spilosoma ummera är en fjärilsart som beskrevs av Swinhoe 1889. Spilosoma ummera ingår i släktet Spilosoma och familjen björnspinnare. Inga underarter finns listade i Catalogue of Life.